# ブランド (テレビドラマ)
『ブランド』は、2000年1月13日から3月23日まで、フジテレビ系『木曜劇場』枠で放送された日本のテレビドラマ。主演は今井美樹。全11回。

## ストーリー
川嶋碧(今井美樹)は、ファッションブランド「ディオン」でプレス担当として働く35歳で独身。亡くなった母親が大切に着ていたシルクのブラウスが、何年経ってもその美しさを保ち続けていく事から、碧は物を大切に語り継いでいく事、ブランドの重要さを学んでいた。
自分の仕事に誇りを持っていたが故に、若者がブランド志向で服などを身に着けていることに抵抗感を覚えており、常にブランドの本質を求めていきたいと思っている。
そんな彼女の前に、25歳の神崎宗一朗(市川染五郎)が、中途採用の新入社員として現われる。茶道家の一人息子である彼と最初は事ある毎に衝突するが、彼の自分の運命を受け入れようとする強さに、碧は次第に上司と部下の違いを乗り越えて徐々に魅かれていく。

## 主なキャスト
- 川嶋碧(35) - 今井美樹
- 神崎宗一朗(25) - 市川染五郎（現・十世松本幸四郎）
- 森山由里(24) - 佐藤藍子
- 海道奈美子(25) - 北浦共笑
- 青井和巳(33) - 梶原善
- 川嶋哲雄(64) - 宇津井健（特別出演）
- 神崎丈太郎(56) - 平泉成
- 日向遥子(52) - 江波杏子
- 堀口一仁(34) - 吉田栄作

## 受賞歴
- 第24回ザテレビジョンドラマアカデミー賞[1]
  - ベストドレッサー賞（今井美樹）

## スタッフ
- 脚本 - 田渕久美子
- 音楽 - 林哲司
- 主題歌 - 今井美樹「Goodbye Yesterday」（ワーナーミュージック・ジャパン）
- プロデュース - 和田行、加藤正俊
- 演出 - 平野眞、村上正典
- プロデュース補 - 渡辺直美
- 演出補 - 山下学美、明山智、朝比奈陽子
- 広報 - 大貫伊都子
- 制作主任 - 高橋浩一郎、吉川和也、篠原真貴
- リサーチ - ユヌ・ファクトリー
- 協力 - バスク、フジアール、フジパシフィック音楽出版
- 制作 - フジテレビ、共同テレビ

## サブタイトル
| 各話                                                       | 放送日        | サブタイトル                                    | 演出     | 視聴率 |
| ---------------------------------------------------------- | ------------- | ----------------------------------------------- | -------- | ------ |
| 第1話                                                      | 2000年1月13日 | 女35歳…恋と仕事に揺れる時                       | 平野眞   | 18.6%  |
| 第2話                                                      | 2000年1月20日 | 10歳違い…部下が男に見える時                     | 平野眞   | 17.4%  |
| 第3話                                                      | 2000年1月27日 | 止まらぬ心尊敬が二人を結ぶ時                    | 村上正典 | 14.5%  |
| 第4話                                                      | 2000年2月03日 | 突然のキス上司として女として                    | 平野眞   | 14.7%  |
| 第5話                                                      | 2000年2月10日 | 女35才・あふれ出す涙の意味は                    | 村上正典 | 16.0%  |
| 第6話                                                      | 2000年2月17日 | 自分を必要としてくれる人                        | 平野眞   | 14.6%  |
| 第7話                                                      | 2000年2月24日 | もう一度男として見て下さい!                     | 村上正典 | 14.3%  |
| 第8話                                                      | 2000年3月02日 | 35才の決断…二人が結ばれた夜                     | 平野眞   | 16.7%  |
| 第9話                                                      | 2000年3月09日 | 現実…二人の関係が招いた痛み                     | 村上正典 | 16.3%  |
| 第10話                                                     | 2000年3月16日 | すべてを捨て…覚悟のプロポーズ                   | 平野眞   | 16.5%  |
| 第11話                                                     | 2000年3月23日 | グッバイ・イエスタデイ…あなたと出逢えてよかった | 平野眞   | 13.3%  |
| 平均視聴率 15.7%（視聴率は関東地区・ビデオリサーチ社調べ） |               |                                                 |          |        |